# Бразильская черноспинка
Бразильская черноспинка (Melanophryniscus moreirae) — вид земноводных семейства жаб. Видовое латинское название дано в честь учёного Карлоса Морейры (1869—1946).
Общая длина достигает 2,5—3 см. Наблюдается половой диморфизм: самки крупнее самцов. По своему строению похожа на других представителей своего рода. Окраска спины тёмно-коричневая, иногда почти чёрная. Брюхо имеет карминно-красный цвет. На горле и груди есть чёрные пятна, нижняя поверхность конечностей - красная.
Любит болотистые места. Ведёт наземный образ жизни, неохотно идет в воду. Активна днём. Питается в основном насекомыми.
Размножение происходит в сезон дождей. Самка откладывает яйца во временные водоёмы, часто даже в луже. Головастики имеют клочкообразные губы с поперечными складками посередине, которые окружены сосочками.
Эндемик юго-восточной Бразилии. Встречается в горах Серра-да-Мантикейра на высоте 1800—2400 м над уровнем моря.